# Copper Canyon (film)
Copper Canyon is een Amerikaanse western uit 1950 onder regie van John Farrow. Destijds werd de film in Nederland uitgebracht onder de titel Revolvervechters.

## Verhaal
Een groep veteranen van de Confederatie werkt als kompels in een kopermijn. Ze worden lastiggevallen door een bende onder leiding van hulpsheriff Lane Travis. De mijnwerkers zijn ervan overtuigd dat de rondtrekkende schutter Johnny Carter in werkelijkheid de legendarische kolonel Desmond is en dat hij hen kan helpen in hun strijd tegen de bende van Travis. Als Carter naar hun mijnstadje komt, wordt hij echter al spoedig verliefd op Lisa Roselle, een gokster die de kompels als de oorzaak van hun moeilijkheden beschouwen.

## Rolverdeling
| Acteur           | Personage               |
| ---------------- | ----------------------- |
| Ray Milland      | Johnny Carter           |
| Hedy Lamarr      | Lisa Roselle            |
| Macdonald Carey  | Hulpsheriff Lane Travis |
| Mona Freeman     | Caroline Desmond        |
| Harry Carey jr.  | Luitenant Ord           |
| Frank Faylen     | Mullins                 |
| Hope Emerson     | Ma Tarbet               |
| Taylor Holmes    | Theodosius Roberts      |
| Peggy Knudsen    | Cora                    |
| James Burke      | Jeb Bassett             |
| Percy Helton     | Joad                    |
| Philip Van Zandt | Sheriff Wattling        |
| Francis Pierlot  | Moss Balfour            |
| Ernő Verebes     | Professor               |
| Paul Lees        | Bat Laverne             |